# 杰姆雷·费拉
杰姆雷·费拉（土耳其語：Cemre Fere，1994年2月8日—），土耳其女子羽毛球運動員。

## 主要比賽成績
只列出曾進入準決賽的國際賽事成績：
| 年份   | 賽事                   | 公開賽級別 | 項目     | 拍檔            | 成績   |
| ------ | ---------------------- | ---------- | -------- | --------------- | ------ |
| 2010年 | 土耳其羽毛球國際賽     | 國際系列賽 | 女子雙打 | 奥兹格·巴伊拉克 | 準決賽 |
| 2013年 | 希臘羽毛球國際賽       | 國際系列賽 | 女子雙打 | 内斯里汉·基利希 | 冠軍   |
| 2013年 | 土耳其羽毛球國際賽     | 國際系列賽 | 女子雙打 | 内斯里汉·基利希 | 準決賽 |
| 2014年 | 希臘羽毛球國際賽       | 國際系列賽 | 女子雙打 | 内斯里汉·基利希 | 準決賽 |
| 2014年 | 波蘭羽毛球國際賽       | 國際系列賽 | 女子雙打 | 埃布鲁·图纳利   | 冠軍   |
| 2014年 | 摩洛哥羽毛球國際賽     | 國際系列賽 | 女子雙打 | 埃布鲁·图纳利   | 亞軍   |
| 2014年 | 芬蘭羽毛球國際賽       | 國際系列賽 | 女子雙打 | 埃布鲁·图纳利   | 準決賽 |
| 2014年 | 南非羽毛球國際賽       | 國際系列賽 | 女子單打 | －              | 冠軍   |
| 2014年 | 南非羽毛球國際賽       | 國際系列賽 | 女子雙打 | 埃布鲁·图纳利   | 冠軍   |
| 2015年 | 伊朗羽毛球國際挑戰賽   | 國際挑戰賽 | 女子雙打 | 埃布鲁·图纳利   | 準決賽 |
| 2015年 | 秘魯羽毛球國際系列賽   | 國際系列賽 | 女子單打 | －              | 冠軍   |
| 2015年 | 秘魯羽毛球國際系列賽   | 國際系列賽 | 女子雙打 | 埃布鲁·图纳利   | 準決賽 |
| 2015年 | 羅馬尼亞羽毛球國際賽   | 國際系列賽 | 女子雙打 | 埃布鲁·图纳利   | 準決賽 |
| 2015年 | 牙買加羽毛球國際賽     | 國際系列賽 | 女子雙打 | 埃布鲁·图纳利   | 冠軍   |
| 2015年 | 吉拉爾迪拉羽毛球賽     | 國際系列賽 | 女子雙打 | 埃布鲁·图纳利   | 冠軍   |
| 2015年 | 土耳其羽毛球國際賽     | 國際系列賽 | 女子雙打 | 埃布鲁·亚兹甘   | 亞軍   |
| 2015年 | 埃塞俄比亞羽毛球國際賽 | 國際系列賽 | 女子單打 | －              | 冠軍   |
| 2015年 | 埃塞俄比亞羽毛球國際賽 | 國際系列賽 | 女子雙打 | 埃布鲁·亚兹甘   | 冠軍   |
| 2015年 | 尼日利亞羽毛球國際賽   | 國際系列賽 | 女子雙打 | 埃布鲁·亚兹甘   | 冠軍   |
| 2015年 | 智利羽毛球國際挑戰賽   | 國際挑戰賽 | 女子雙打 | 埃布鲁·亚兹甘   | 準決賽 |
| 2015年 | 巴西羽毛球國際賽       | 國際系列賽 | 女子單打 | －              | 準決賽 |
| 2015年 | 巴西羽毛球國際賽       | 國際系列賽 | 女子雙打 | 埃布鲁·亚兹甘   | 準決賽 |
| 2015年 | 南非羽毛球國際賽       | 國際系列賽 | 女子單打 | －              | 準決賽 |
| 2015年 | 南非羽毛球國際賽       | 國際系列賽 | 女子雙打 | 埃布鲁·亚兹甘   | 冠軍   |
| 2016年 | 烏干達羽毛球國際賽     | 國際系列賽 | 女子雙打 | 埃布鲁·亚兹甘   | 冠軍   |
| 2016年 | 秘鲁羽毛球國際系列賽   | 國際系列賽 | 女子單打 | －              | 準決賽 |
| 2016年 | 秘鲁羽毛球國際系列賽   | 國際系列賽 | 女子雙打 | 埃布鲁·亚兹甘   | 亞軍   |
| 2016年 | 保加利亞羽毛球公開賽   | 國際系列賽 | 女子雙打 | 内斯里汉·基利希 | 冠軍   |
| 2016年 | 土耳其羽毛球國際賽     | 國際系列賽 | 女子單打 | －              | 冠軍   |
| 2016年 | 土耳其羽毛球國際賽     | 國際系列賽 | 女子雙打 | 内斯里汉·基利希 | 準決賽 |
| 2017年 | 保加利亞羽毛球公開賽   | 國際系列賽 | 女子雙打 | 奥兹格·巴伊拉克 | 準決賽 |
| 2017年 | 希臘羽毛球公開賽       | 國際系列賽 | 女子雙打 | 奥兹格·巴伊拉克 | 冠軍   |
| 2017年 | 埃及羽毛球國際賽       | 國際系列賽 | 女子單打 | －              | 亞軍   |
| 2018年 | 希臘羽毛球國際賽       | 未來系列賽 | 女子單打 | －              | 亞軍   |

| 2007-2017年 | 首要超級賽 | 超級賽 | 黃金大獎賽 | 大獎賽 | 國際挑戰賽 | 國際系列賽 | 未來系列賽 | 其他 |

| 2018-2026年 | 總決賽 | 超級1000賽 | 超級750賽 | 超級500賽 | 超級300賽 | 超級100賽 | 國際挑戰賽 | 國際系列賽 | 未來系列賽 | 其他 |

### 奧運會和世錦賽參賽紀錄
|          | 搭檔            | 2011 |
| -------- | --------------- | ---- |
| 女子雙打 | 奥兹格·巴伊拉克 | 48強 |